# Intha

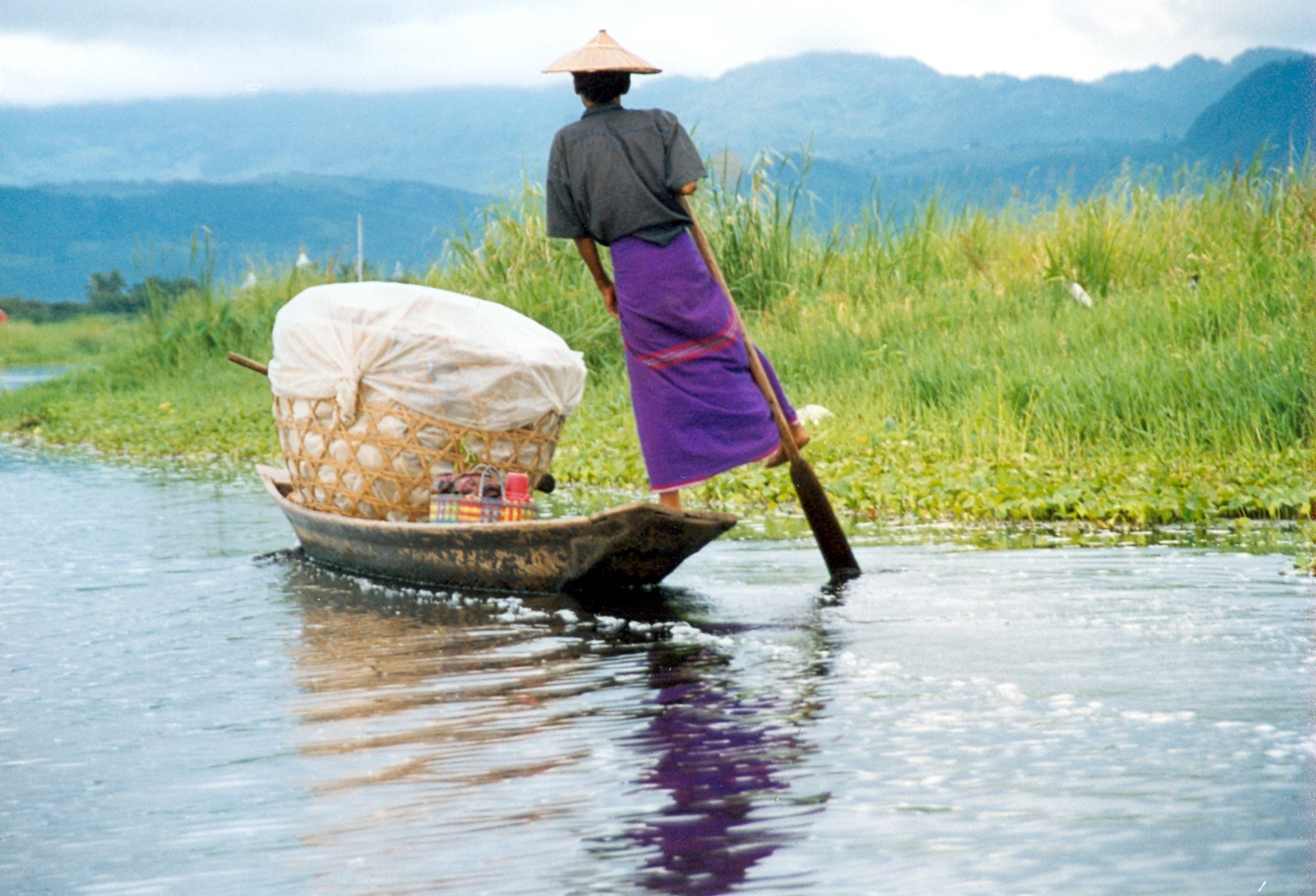
Intha als Einbeinruderer auf dem Inle-See

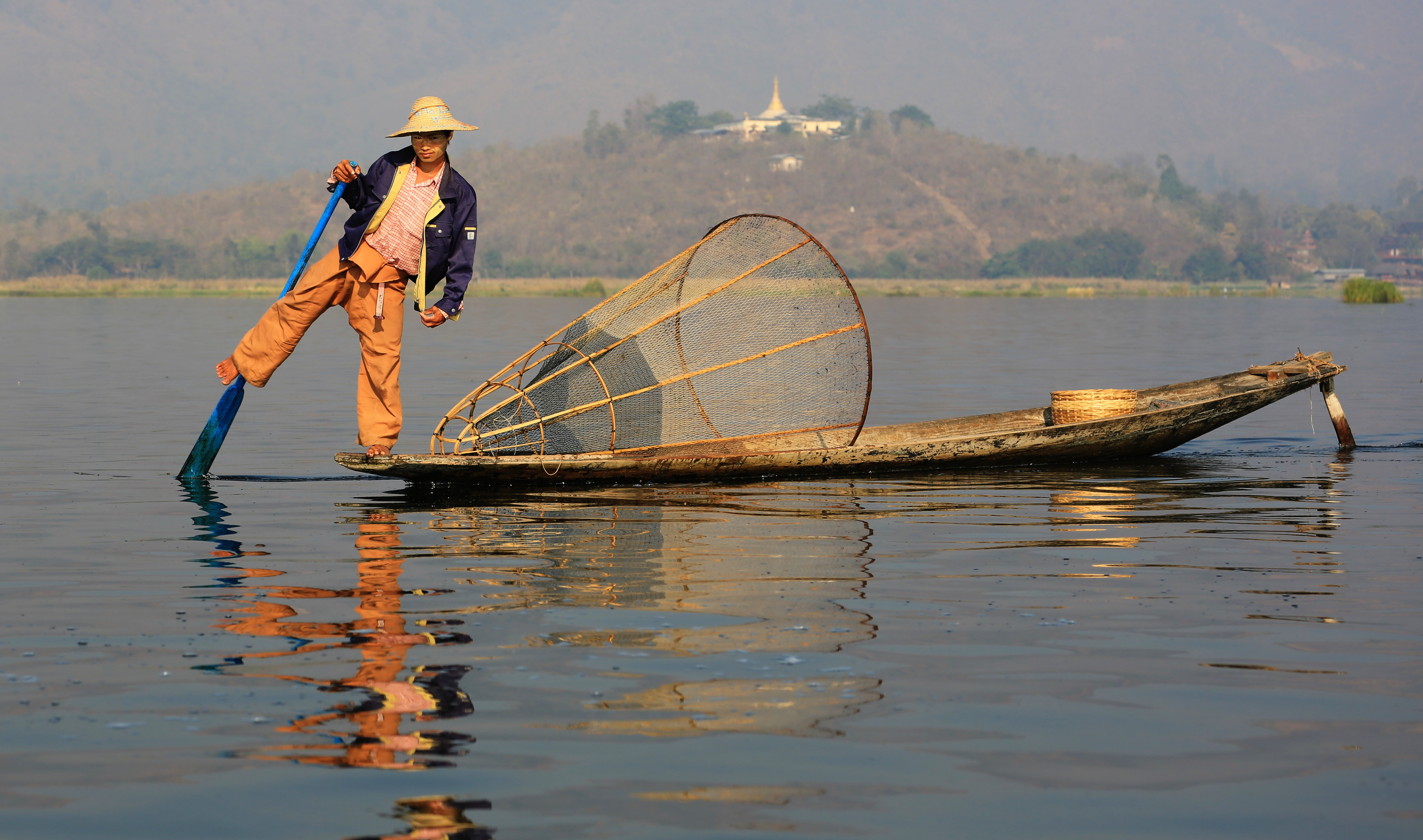
Intha als Einbeinruderer auf dem Inle-See

Die Intha (အင်းသားလူမျိုး, ang: sa: lu. myui:, IPA: ɪ́ɴðá lùmjóʊ, „Leute des Sees“, von in, „See“ und tha, „Menschen“) gehören zu einer tibetobirmanischen ethnischen Gruppe in der Gegend des Inle-Sees. Sie kommen ursprünglich vermutlich aus der Gegend von Dawei, da sie einen ähnlichen archaischen Dialekt der birmanischen Sprache sprechen.
Etwa 70.000 Intha leben in den vier Städten am Ufer des Inle-Sees, in vielen kleinen Dörfern entlang seiner Ufer sowie auf dem See selbst. Die gesamte Umgebung des Sees gehört zum Stadtgebiet von Nyaung Shwe. In der Gegend gibt es auch andere Shan-Völker wie Taungyo, Pa-O (Taungthu), Danu, Kayah, Danaw und Bamar. Die meisten sind gläubige Buddhisten und leben in einfachen Pfahlbauten aus Holz und gewobenem Bambus. Sie sind meist autarke Bauern.
Transport auf dem See findet traditionell mit kleinen Booten statt oder inzwischen mit größeren Booten mit einem long-tail-Motor, der wegen der geringen Tiefe des Sees vorteilhaft ist. Die Fischer sind dafür bekannt, mit einem Bein zu rudern, wodurch sie den Bewuchs unter dem Wasser besonders gut sehen können. Weibliche Ruderer halten das Ruder aber meist in den Händen, während sie im Schneidersitz oder mit angezogenen Beinen auf der Heckplattform des Bootes sitzen.
Das charakteristische Musikinstrument der Intha ist eine bestimmte Form der Bechertrommel ozi mit einer Länge von 1,5 Metern, einem Durchmesser von einem Meter und einem breiten Fuß. Neben dieser riesigen Trommel, die beim Spielen schräg gehalten werden muss, gehören große Buckelgongs und Paarbecken zum Ensemble.